# 噂の探偵QAZ
噂の探偵QAZ（うわさのたんていカズ）は、1995年に日本テレビ「しんドラ」枠で放映されたテレビドラマ、または続編のVシネマ。

## 概要
IT犯罪専門の私立探偵QAZ(カズ)と助手・リサの活躍を描いたアクション・ミステリー。TV放映版には「さらば愛しき殺し屋」のサブタイトルがあり、内藤剛志、鶴田忍、三田あいりが出演。また、Vシネマ版にはかとうれいこ・遠野凪子・松尾スズキ・塩見三省・山口祥行が出演する。
QAZは秋葉原に事務所を構えるIT犯罪専門の探偵で、依頼を受けては愛機のPowerMacとMacBookを相棒として、事件を解決していた。

## 特徴
随所にかつて日本テレビで放映された『探偵物語』のオマージュが見られる。QAZのコスチュームは黒いスーツにサスペンダーという出で立ちであるが、帽子をかぶっているシーンは少ない。かつて『探偵物語』に登場していた松本刑事（山西道広）が警部に出世して登場し、金づちで肩回りをマッサージするシーンがある。探偵物語の主人公は「工藤ちゃん」と呼ばれていたが、本作では「QAZちゃん」である。また、『俺たちは天使だ!』のナビ/島岡到(渡辺篤史)も登場している。劇中の主人公の決め台詞は「俺の名はQAZ、しがない探偵さ」。
Vシネマ版は後から作られた続編であり、捜査中に世界中に張り巡らされたコンピューターネットワークと称したインターネットを用いている。

### 捜査手法
主人公のQAZは、IT犯罪専門の探偵を名乗っており、海賊版ソフトの取引やゲームソフトが盗まれるところを押さえたりするが、捜査そのものはアナログ的手法で地道に行っている。

## テレビ放映版「さらば愛しき殺し屋」
全4回。レギュラー放送の後、1995年12月26日に単発枠で再編集版が放送された。

### ストーリー
大きな組織が控える海賊版ソフトの取引を押さえたQAZであったが、松本警部に手柄を横取りされ、報酬も得られなかった。半年支払われなかった給料を請求するリサは、QAZに猫探しの仕事を引き受けて報酬をもらい、自分に給料を支払うように迫る。
猫探しの依頼主は沢村沙織、猫の名前はマリア。2つの女性の名前に記憶があるQAZは、依頼主のポケベルで連絡を取り会う機会を取り付けるが、沙織として現れたのは見知らぬ女子高生であった。依頼の背景を聞き出そうとするも、沙織は射殺されてしまう。松本警部は、彼女の本名は千住花子であることを伝え、海賊版ソフトの取引を押さえられたバックがQAZに復讐しようとしたのではないかと注意を促す。
しかし、千住花子が沢村沙織を名乗ったことなどを引きずり、あきらめられないQAZは射殺される間際に、花子のポケベルに表示された電話番号の主をハリーとともに特定する。電話の主は男で、初めは「二度と掛けてくるな」とすぐに切られてしまうが、次はリサが思わせぶりな言葉を適当にならべて電話を長引かせ、会話を録音していた。これはハリーのサスペンスドラマをヒントにしたアイデアで、背後に聞こえる音から、場所を特定しようとというものであった。これが成功し、電話の主を問い詰めるQAZであったがまたもや主を目の前で射殺されてしまう。犯人が発砲した場所から遺留品として、折れたマッチ棒の燃え殻が発見されるが、それはかつてコンビを組んでいた吾郎（内藤剛志）が仕事の際に残していくものだった。
吾郎は、組織から海賊版ソフトの取引を台無しにした人間を探して始末するように依頼を受けていた。初めはミスを装ってQAZに手を下すことを避けていたが、QAZと役名不明(赤坂七恵)をかばったことで裏切りがバレてしまい、自分自身が危機に陥る。

## Vシネマ版

### ストーリー
パソコンゲームの盗難現場を押さえたQAZは、成功報酬を元手に最新のPowerMacを購入する。その時、店で怪しい黒メガネの男(松尾スズキ）とその主の美術商（塩見三省）とすれ違う。そのころ、入金に際してあやしい胸騒ぎがしたというリサは事務所でQAZ待ち構えていた。しかしすでに時遅しで、購入したPowerMacを見るなりQAZを「イカれた中年メカオタク」呼ばわりする。さらに、支払われない給料のために仕事料が入るよう、姉・ミズキを探してほしいという依頼をしてきた女子高生（遠野凪子）をQAZに引き合わせる。引き換えとなる高額な報酬は、妹の彼女には支払えそうにない金額ではあったが、彼女が持つ財布の中身から財産を確認するとホンモノだと思い込み仕事を引き受ける。
同じころ、秋葉原で女性が行方不明となる事件が連続して発生し、姉も誘拐された恐れがあると判明する。秋葉原でモデルにならないかと美人に声をかけ、誘拐を働いていた男（吹越満）が、裏で人身売買を行う美術商に姉を渡していたのだ。それは、男から取り上げた1枚のCD-ROMから判明する。CDをPowerMacで読み取ると「UTAMARO」と称する人身売買カタログが表示され、ミズキが掲載されていた。また、このカタログは好みの女性を指定し、パスワードを入力するとそのまま商談やオーダーができるようになっていた。QAZと女子高生がその機能を試していると、商談の画面で現れたのは美術商の男だった。お互いのPCにあるカメラとマイクで通話ができる機能がついていたのだ。こちらのカメラには手をかざしておき自身が映らないようにしていたが、美術商を思い出したQAZはその男に会いに行く。一方で、妹はQAZの捜査に付きまとい、自力でも姉を探そうとするが、黒メガネの男にさらわれてしまう。危ないところをQAZに救われると、探してほしいと依頼はしたものの自分は実の妹ではなく、たまたま誘拐されたミズキの財布を拾い、自分のものにしようと考えたもののやはり返したい思い、妹と偽って願い出たのだと告白する。

## キャスト
- QAZ - 古尾谷雅人
- リサ - 立河宜子
- 松本警部 - 山西道広
- ナビ - 渡辺篤史

## スタッフ
- 監督 - 守屋健太郎（テレビマンユニオン）
- 企画 - 三枝孝臣、守屋健太郎
- プロデューサー - 碓井広義、初川則夫、田原英司、石田優子
- 脚本 - 柏原寛司、羽原大介、小野喜世仁、柴崎明久
- 音楽監督 - 小山田圭吾
- 音楽 - アミイゴコイケ、加地秀基、山下洋、塚本彩子、コーデュロイ
- 撮影 - 金谷宏二
- 擬斗 - 二家本辰己
- 協力 - アップルコンピュータ、東洋水産
- 企画協力 - 正木ルーム
- 制作 - 日本テレビ、テレビマンユニオン
- 製作著作 - バップ

## 補足
当時VHSで発売されたものの、現在は廃盤、DVD化もされていない。
BGMを収録したサウンドトラックはCD化されており、音楽はコーネリアスが協力した。